# Comuna Hârseni, Brașov
Hârseni (în maghiară: Herszény, în germană: Scharkan) este o comună în județul Brașov, Transilvania, România, formată din satele Copăcel, Hârseni (reședința), Măliniș, Mărgineni și Sebeș.

## Demografie
Componența etnică a comunei Hârseni
     Români (93,02%)
     Romi (1,2%)
     Alte etnii (0,16%)
     Necunoscută (5,62%)
Componența confesională a comunei Hârseni
     Ortodocși (88,16%)
     Adventiști (3,87%)
     Greco-catolici (1,16%)
     Alte religii (1%)
     Necunoscută (5,82%)
Conform recensământului efectuat în 2021, populația comunei Hârseni se ridică la 2.508 locuitori, în creștere față de recensământul anterior din 2011, când fuseseră înregistrați 2.103 locuitori. Majoritatea locuitorilor sunt români (93,02%), cu o minoritate de romi (1,2%), iar pentru 5,62% nu se cunoaște apartenența etnică. Din punct de vedere confesional, majoritatea locuitorilor sunt ortodocși (88,16%), cu minorități de adventiști (3,87%) și greco-catolici (1,16%), iar pentru 5,82% nu se cunoaște apartenența confesională.

## Politică și administrație
Comuna Hârseni este administrată de un primar și un consiliu local compus din 11 consilieri. Primarul, Daniel Dâmboiu[*], de la Partidul Național Liberal, este în funcție din octombrie 2020. Începând cu alegerile locale din 2024, consiliul local are următoarea componență pe partide politice:
|  | Partid                          | Consilieri | Componența Consiliului | Componența Consiliului | Componența Consiliului | Componența Consiliului | Componența Consiliului |
|  | ------------------------------- | ---------- | ---------------------- | ---------------------- | ---------------------- | ---------------------- | ---------------------- |
|  | Partidul Național Liberal       | 5          |                        |                        |                        |                        |                        |
|  | Partidul Social Democrat        | 3          |                        |                        |                        |                        |                        |
|  | Partidul Oamenilor Tineri       | 2          |                        |                        |                        |                        |                        |
|  | Alianța pentru Unirea Românilor | 1          |                        |                        |                        |                        |                        |

## Primarii comunei
- 1996[7] - 2000 - Făgărășanu Ioan, Independent
- 2000[8] - 2004 - Mesaroș Ioan, de la PNR
- 2004[9] - 2008 - Comănici Andrei, de la Partidul Noua Democrație
- 2008[10] - 2012 - Comănici Andrei, de la PDL
- 2012[11] - 2016 - Oltean Mihai, de la USL
- 2016[12] - 2020 - Oltean Mihai, de la PSD
- 2020[13] - 2024 - Dâmboiu Daniel, de la ADN

## Personalități
- David Urs de Margina (1816-1897), colonel în armata imperială austriacă, purtător al Ordinului Militar Maria Terezia;
- Vasile Suciu (1873-1935), arhiepiscop și mitropolit al Bisericii Române Unite cu Roma, membru de onoare al Academiei Române.